# Champigny-sur-Veude
Champigny-sur-Veude település Franciaországban, Indre-et-Loire megyében. Lakosainak száma 813 fő (2022. január 1.). Champigny-sur-Veude Lémeré, Assay, Chaveignes, Richelieu, La Tour-Saint-Gelin és Pouant községekkel határos.

## Népesség
A település népességének változása:
| Lakosok száma | 782  | 950  | 859  | 867  | 865  | 875  | 851  | 829  | 818  | 813  |
|               | 1968 | 1982 | 1990 | 2006 | 2013 | 2015 | 2017 | 2019 | 2020 | 2022 |